# Råstaberg
Råstaberg är en by i södra delen av Tensta socken, Uppsala kommun, Uppland. SCB avgränsar här sedan 2020 en småort.
Byn består av enfamiljshus samt bondgårdar och är belägen vid länsväg C 701 cirka 1,5 kilometer söder om Tensta kyrka och cirka 4 kilometer väster om Vattholma, som nås från Råstaberg via Järsta och länsväg C 700.
Cirka 300 meter öster om byn, vid Råsta gård, flyter Vendelån.